# 노스파이어

노스파이어의 국기

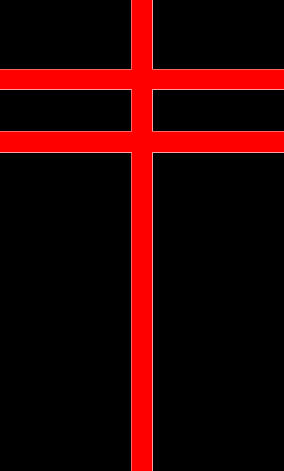
노스파이어의 휘장

노스파이어(Norsefire)는 앨런 무어와 데이비드 로이드의 《브이 포 벤데타》 세계관에서 영국을 지배하는 가공의 파시즘 정당이다. 무어와 로이드는 이 독재 정당의 이름을 왜 "노스파이어"라고 지었는지 설명한 적이 없는데, 국민전선의 약자가 NF이고, 불타는 횃불이 그 상징이기 때문에, 국민 전선이 모티브일 수도 있다. 국민 전선은 1980년대 초기에 두드러지게 강해졌고, 그들의 신문 이름이 The Flame이었다.
노스파이어의 상징은 검은색 바탕에 N 글씨가 있는 깃발과 날개달린 십자가다. 실사 영화에서는 로렌 십자로 바뀌었다.

## 배경
이야기는 종말물로, 제3차 세계 대전, 핵 전쟁 이후의 희망이 없는 영국을 묘사하고 있다. 집권 정당인 노스파이어는 애덤 수전이 이끄는 정당이었는데, 애덤 수전은 주로 작에서 애덤 서틀러 (아돌프 히틀러의 패러디) 로 묘사되었다. 당원들은 나치 경례를 하였고, 노스파이어는 작에서 잉글랜드 성공회의 지원을 받았으며, 극우와 파시즘 적 정책을 폈다. 노스파이어는 노스파이어 텔레비전 이나 기타 텔레비전 방송사들을 소유하고 프로파간다를 배포하고 거리 곳곳에 붙였으며, 비밀 경찰 운용, 백인이 아닌 사람, 기독교인이 아닌 사람, 이성애자가 아닌 사람들을 모두 강제 수용소로 이송하였으며, 좌익이나 반대자들은 모조리 제거되기도 하였다. 이에 작에서 V 로 묘사되는 아나키스트는, 노스파이어를 붕괴시키고 영국에 자유를 되찾기 위해 싸우는 이야기가 그려지게 된다.

### 표어

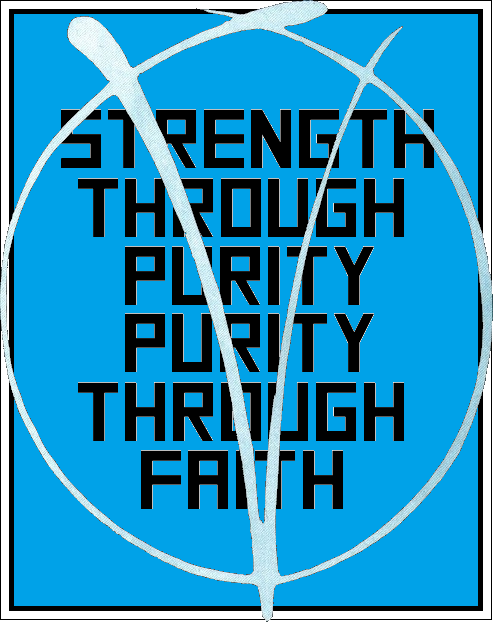
작 내 노스파이어의 포스터. 노스파이어의 표어가 쓰여져 있다.

노스파이어의 작 내 슬로건은, 힘은 순수에서 오며, 순수는 신념에서부터 온다 (만화), 힘은 연합에서 오며, 연합은 신념에서부터 온다 (영화)였다. 이는, 영국 내에 실존했던 정당인 영국 파시스트 연합의 표어 "연합을 통한 행동"에서 따온 것이다.

### 상징
책에서 나오는 "N" 이나 "NF" 와 같은 상징들은, 영국 내의 실존 정당인 국민전선 (National Front, NF) 을 풍자한 것이며, 기독교 상징이나 불사조의 상징, 영국의 국기색인 빨강, 하양, 파랑이 상징으로 쓰이기도 하였다.
영화에서는, 노스파이어의 상징이 영국의 국기나, 스킨헤드 들의 상징으로도 쓰이는 로렌 십자가 사용되었으며, 이는 작 내에서 깃발, 경찰 배지, 국장, 탱크, 군 베레모 배지에서도 종종 보이기도 하였다. 또한, 작 내에서 로렌 십자는 검은색 바탕의 빨간색 십자로 사용되었다.

## 같이 보기
- 브이 포 벤데타
- 영국 파시스트 연합
- 국민전선 (영국)
- 영국의 파시즘